# Bokermannohyla napolii
Espèce
Bokermannohyla napolii est une espèce d'amphibiens de la famille des Hylidae.

## Répartition
Cette espèce est endémique du Minas Gerais au Brésil. Elle a été découverte à Perdizes.

## Étymologie
Cette espèce est nommée en l'honneur de Marcelo Felgueiras Napoli.

## Publication originale
- de Carvalho, Giaretta & Magrini, 2012 : A new species of the Bokermannohyla circumdata group (Anura: Hylidae) from southeastern Brazil, with bioacoustic data on seven species of the genus. Zootaxa, no 3321, p. 37-55.